# یواس‌اس دوج کانتی (ال‌اس‌تی-۷۲۲)
یواس‌اس دوج کانتی (ال‌اس‌تی-۷۲۲) (به انگلیسی: USS Dodge County (LST-722)) یک کشتی بود که طول آن ۳۲۸ فوت (۱۰۰ متر) بود. این کشتی در سال ۱۹۴۴ ساخته شد.